# Vajiravudh
Vajiravudh (1 de gener de 1881 - 26 de novembre de 1925) va ser el sisè rei de Siam de la dinastia Chakri, titulat Rama VI. Va regnar des de 1910 fins a la seva mort el 1925. El rei Vajiravudh és conegut sobretot pels seus esforços per crear i promoure el nacionalisme siamès. El seu regnat es va caracteritzar per l'avanç de Siam cap a la democràcia i una mínima participació a la Primera Guerra Mundial. Tenia un gran interès per la història, l'arqueologia i la literatura siameses, així com per l'economia, la política i els afers mundials, i va fundar la primera universitat del país, la Universitat de Chulalongkorn.